# Io sono nessuno
Io sono nessuno (Nobody) è un film del 2021 diretto da Il'ja Najšuller.

## Trama
Hutch Mansell sembrerebbe un padre di famiglia mite: ha una bella moglie e due figli, un lavoro d'ufficio e conduce una vita insopportabilmente monotona. Una notte, quando due ladri irrompono nella sua casa di periferia, rinuncia a intervenire per difendere se stesso e la sua famiglia, cercando di evitare che la situazione degeneri. A causa di quest'episodio, la sua famiglia e il vicino di casa lo etichettano come un "signor nessuno", generando in lui profonda frustrazione.
In realtà egli cerca con difficoltà di trattenere la sua vera natura, che si scatena una notte quando si imbatte in alcuni malviventi russi che importunano una ragazza su un autobus: per difenderla, pesta violentemente questi ultimi, riducendone uno in fin di vita. In seguito a questa azione, Hutch e la sua famiglia sono presi di mira da un signore della droga russo, Yulian, fratello del ragazzo che aveva avuto la peggio, il quale minaccia di vendicarsi su di loro. L'oscuro passato di Hutch, celato da una vita apparentemente tranquilla, ritorna quindi a galla.
Egli, infatti, si rivela essere un ex "revisore" della CIA ed FBI, ovvero colui che viene chiamato per fare il lavoro sporco e risolvere le grane. Hutch era uno dei migliori e le cose che aveva fatto intimorivano persino i capi della criminalità. Nel suo ultimo incarico doveva uccidere un uomo che si era impossessato di 30 milioni di dollari del governo statunitense, ma questo, distrutto dai sensi di colpa per ciò che aveva fatto, implorò Hutch di risparmiarlo per tornare dalla sua famiglia. Hutch per la prima volta ascoltò, decidendo infine di lasciarlo andare. Passato un anno, tornò di nascosto a osservarlo, convinto che fosse tornato alla sua vecchia vita. Con somma sorpresa di Hutch, ritrovò l'uomo, felice, in una casa, insieme a sua moglie, le sue due figlie e un terzo che stava per nascere, avendo trovato un lavoro onesto. Davanti a quella scena, Hutch provò una terribile invidia, decidendo di dare le dimissioni e farsi una famiglia. Per lungo tempo aveva tenuto nascosto il suo lato peggiore, per amore di sua moglie e dei suoi figli, ma lo scontro con i russi aveva rotto l'armonia, facendo riemergere il suo vecchio io.
Dopo aver messo al sicuro la sua famiglia nel seminterrato e aver resistito ad un assalto armato da parte dei numerosi uomini di Yulian, è costretto a bruciare la sua abitazione per non lasciare traccia dei corpi. Decide così di congedarsi momentaneamente dalla sua famiglia con la promessa di rivedersi presto e va ad affrontare il russo faccia a faccia, non prima però di aver bruciato tutti i soldi gestiti dallo stesso Yulian per conto della mafia russa. Si presenta così nel locale gestito da Yulian e, dopo avergli rimproverato il fatto di averlo aggredito in casa contro qualsiasi codice morale, lo sfida apertamente. Ne segue uno scontro all'ultimo sangue in cui grazie anche all'aiuto del padre e del suo fratello di sangue, anch'essi ex militari, riesce ad avere la meglio del russo e dei suoi uomini.
Nel finale si ricongiunge finalmente alla sua famiglia e, insieme alla moglie, si trova a dover cercare una nuova casa purché con il seminterrato.

## Produzione
Le riprese del film sono iniziate a Los Angeles nel settembre 2019.
Il budget del film è stato di 16 milioni di dollari.

## Promozione
Il primo trailer del film è stato diffuso il 10 dicembre 2020.

## Distribuzione
Il film, inizialmente fissato al 14 agosto 2020, è stato rinviato al 26 febbraio 2021 a causa della pandemia di COVID-19, poi al 2 aprile 2021 ed infine è stato distribuito dal 26 marzo 2021, mentre in Italia dal 1º luglio dello stesso anno.

### Divieti
Negli Stati Uniti il film è stato vietato ai minori di 17 anni per la presenza di forte violenza, immagini sanguinolente, linguaggio scurrile e uso di droghe.

## Accoglienza

### Incassi
Nel primo fine settimana di programmazione nelle sale statunitensi il film si posiziona al primo posto del botteghino incassando 6,7 milioni di dollari.
Il film ha incassato  in tutto il mondo 57510518 $.

### Critica
Il film è stato accolto positivamente dalla critica; sull'aggregatore Rotten Tomatoes il film riceve l'84% delle recensioni professionali positive con un voto medio di 7 su 10 basato su 286 critiche; su Metacritic ottiene un punteggio di 64 su 100 basato su 43 critiche.
IndieWire ha posizionato il film al 34º posto dei miglior film d'azione del XXI secolo.

## Riconoscimenti
- 2022 - Critics' Choice Awards[16]
  - Candidatura per il miglior film d'azione
  - Candidatura per il miglior attore in un film d'azione a Bob Odenkirk

## Sequel
Nel gennaio 2024, l'attrice Connie Nielsen conferma la produzione del sequel, intitolato Io sono nessuno 2, uscito nei cinema italiani il 14 agosto 2025.